# Caramanta (kommun)
Caramanta är en kommun i Colombia.   Den ligger i departementet Antioquía, i den centrala delen av landet, 200 km nordväst om huvudstaden Bogotá. Antalet invånare är 5 510. Arean är 86 kvadratkilometer.
Terrängen i Caramanta är bergig norrut, men söderut är den kuperad.